# Studenten Harmonie Orkest Twente
Het Studenten Harmonie Orkest Twente (SHOT) is een harmonieorkest in Nederland, gevestigd in Enschede.

## Karakteristieken
Het orkest telt ongeveer 60 leden, die allen studeren aan een Twentse hogeschool, of aan de Universiteit Twente. SHOT geeft jaarlijks twee concerten op de campus van de universiteit en speelt met enige regelmaat samen met andere studentenorkesten. SHOT maakt deel uit van de cultuurkoepel Apollo van de Universiteit Twente.
SHOT geeft jaarlijks twee concerten op het de campus van Universiteit Twente, komt bij Nederlandse concoursen van de Koninklijke Nederlandse Muziek Organisatie uit in de eerste divisie, en neemt tweejaarlijks deel aan internationale festivals en muziekconcoursen.

## Geschiedenis
SHOT werd opgericht in 1991 en staat sinds 1993 onder leiding van dirigent Ronny Buurink. Een van de hoogtepunten van het orkest was een concert, in samenwerking met de studentenorkesten Krashna Musika en ESMG Quadrivium, in het Concertgebouw in Amsterdam in 2012.

## Interne organisatie
SHOT staat onder leiding van dirigent Ronny Buurink. Het wordt geleid door een bestuur, en beschikt over een comité van aanbeveling. Naast een harmonie-orkest telt SHOT tevens het dweilorkest Tohuwabohu, dat onder andere de muzikale begeleiding verzorgt bij de Batavierenrace. In het Comité van Aanbeveling zitten onder meer voormalig rector magnificus Ed Brinksma, voormalig burgemeester Onno van Veldhuizen en dirigent Joop Boerstoel.